# هارولد إرنست فورستر
هارولد إرنست فورستر هو سياسي كندي، ولد في 1869، وتوفي في 26 سبتمبر 1940.